# Стрельников, Василий Борисович
Васи́лий Бори́сович Стре́льников (род. 14 мая 1962, Нью-Йорк) — советский и российский радио- и телеведущий, диктор, подкастер, виджей и голос телеканалов MTV Россия (1998—2002 год), РЕН ТВ (2004—2013), Канал Disney (2014—2022) и «Солнце» (с 2022 года).

## Биография
Родился 14 мая 1962 года в Нью-Йорке. Отец Стрельникова, Борис Георгиевич — советский журналист, много лет работавший американским корреспондентом газеты «Правда». Мать Стрельникова, Юлия Валентиновна, работала в советском посольстве.
Имеет два гражданства: российское как ребёнок советских граждан и американское как родившийся в США.
Вырос в городе Чеви Чейз (штат Мэриленд, США).
В 1975 году в возрасте 13 лет переехал с родителями в СССР.
В 1979 году окончил школу рабочей молодёжи № 127.
Начал карьеру радиоведущего в 1980 году, получив место англоговорящего диктора во Всемирной службе Московского радио (англ. Radio Moscow World Service). Наиболее известен как ведущий программы «По заявкам слушателей», одной из самых популярных программ в эфире, которая, благодаря своему неформальному подходу, контрастировала с остальными передачами. Пик популярности Василия пришёлся на его утреннее телешоу «Weekend Каприз».
Василий озвучил два золотых диска, которые были вручены первым леди США и СССР Нэнси Рейган и Раисе Горбачёвой во время советско-американской встречи на высшем уровне в Москве.
В 1980—1990-х годах работал на киностудии «Совэкспортфильм», дублируя и озвучивая на английский советские фильмы и мультфильмы («Mister Пронька»), а также был постоянным участником серий «Follow me» в телевизионной обучающей программе «Английский язык» совместного с BBC производства.
В течение 2006 года был ведущим телепрограммы «Мозголомы: насилие над наукой» — русской версии «Brainiac: Science Abuse» на РЕН ТВ, а также на том же телеканале с 2006 по 2007 год вёл похожую телепередачу в жанре телеигра «Большие мозголомы» на пару с актрисой и телеведущей Ингой Ильм.
С 2007 года вёл телешоу «Упс!», «Продавцы страха» и «Домашний ресторан» на ТВ-3. Является основателем первого русского подкаст-терминала Russian Podcasting (rpod.ru), закрытого в 2014 году. Ведёт собственный проект «The Big Podcast», на котором размещает подкасты.
Голос Стрельникова можно слышать на РЕН ТВ, Канале Disney (сейчас — Солнце), ТНТ MUSIC, Radio Energy (104,2 FM), Серебряный дождь (100,1 FM), Радио Шансон (103,0 FM), Радио Классика (102,1 FM), Радио Next (105,2 FM), портале PromoDJ, радио Маяк — Vasily’s Weekend. Часто озвучивает рекламные ролики, иногда снимался в них.

### Основные этапы биографии
- 1980 год — начало работы англоговорящим диктором в редакции иновещения Всемирной службы Московского радио Гостелерадио СССР[9] (Radio Moscow World Service).
- 1982 год — год выхода на КВ международной программы по заявкам слушателей «Уикенд с Василием» (Vasily’s Weekend). Также вещание велось с территории Кубы (Radio Havana) на средних волнах (1040 AM) вглубь североамериканского континента[10]. В этой программе звучали интервью с такими заезжавшими в Москву звёздами, как Джон Денвер, Бенни и Бьорн из группы ABBA, Карлос Сантана, The Doobie Brothers, UB40, Куинси Джонс, Джеймс Тейлор, Говард Джонс (англ. Howard Jones), Билли Джоэл, Питер Гэбриэл, Энни Леннокс, Эдж и другими.
- Июль 1986 года — сделал специальную программу для Московского радио с популярным американским ведущим Кейси Кейсемом (American Top 40), посвящённую «Советско-американскому маршу мира» из Ленинграда в Москву.
- 1987 год — создатель и ведущий «Лучшей двадцатки ТАСС» (TASS Top 20), первого официального советского хит-парада. Это шоу транслировалось во время трансатлантических перелётов компаниями Pan-American и Аэрофлот.
- Август 1989 года — работает на телекомпании MTV Europe News координатором и переводчиком на историческом музыкальном фестивале «Moscow Music Peace Festival» в Лужниках.
- 1990 год — получил приглашение на первую московскую радиостанцию новостного формата «Эхо Москвы» для ведения интерактивной программы «Вечерний Зоопарк» со слушателями, выходившей в эфир поздно вечером в выходные.
- Июнь 1992 года — начало работы на «Радио 7» в должности программного директора и диджея утреннего шоу. Позднее был автором, продюсером и ведущим ежедневного шоу «Vasily’s Neighborhood», ориентированного на иностранцев, работающих и проживающих в Москве.
- 1993 год — во время октябрьских событий вёл прямой репортаж для «Радио 7» из Останкино с места боевых действий[4].
- Ноябрь 1995 года — нанят на работу в отдел производства рекламы радио «Европа Плюс».
- Ноябрь 1996 года — ведущий «Новостей шоу-бизнеса» телеканала НТВ.
- Февраль 1997 года — программный директор «Радио Классика» (102,1 FM) — Москва, где в его обязанности входило фактически запустить станцию в эфир, нанять и обучить диджеев и выработать музыкальный формат. Во время работы на «Радио Классика» нанял радиоведущего Севу Новгородцева.
- 1998—2002 годы — «работа» голосом MTV Россия[11]. Был ведущим программ «Weekend Каприз»[12], «Итак, 90-е», «Тихий час»[13][14]. Переводил также зарубежные церемонии вручения наград MTV, показывавшиеся на канале[15].
- 2001 год — совместно с ППК выпускает аудиоальбом «Лох — это судьба!».
- 2002 год — после ухода с MTV Россия приглашался к работе на телеканале ТВС, но отношения Стрельникова и этого канала не сложились[16]. В 2002—2003 годы — ведущий программ «Вася in da house»[17][18] и «Супер!»[19] на СТС[20]. После закрытия этих программ на некоторое время отошёл от телевидения, посвятив себя путешествиям и жизни за городом[21].
- 2004—2013 годы — «работа» голосом РЕН ТВ[1][22].
- 2005 год — создал первый российский подкаст-терминал Russian Podcasting (rpod.ru)[5].
- 2006 год — ведущий программы «Мозголомы» на РЕН ТВ[23].
- 2007—2010 годы — ведущий программ «Упс!», «Продавцы страха»[24] и «Домашний ресторан»[25][26] на канале ТВ-3.
- 7 июля 2009 года — работа переводчиком и радиокомментатором на канале MTV Россия во время прямой трансляции церемонии прощания с Майклом Джексоном.[27][28]
- 3 октября 2009 года — по приглашению Константина Михайлова вёл вместе с ним программу по заявкам слушателей на радио «Максимум»[29]. В 2010 году недолгое время вёл на MTV Россия свою программу под названием «Вася online»[30].
- Голос Канала Disney с 1 марта 2014 по 13 декабря 2022 года[9]. После закрытия канала Disney является голосом нового телеканала «Солнце», запущенного 14 декабря 2022 года на месте бывшего канала Disney.
- С 2015 года работает на радио «Маяк»: ведущий программ «Иновещание» и «Клуб Завтрак»[31].

## Фильмография
- 1987 — Поражение — американец
- 1991 — Волкодав — оперативник
- 2004 — Клара, Дора. Бешеные бабки (мультфильм) — все мужские персонажи
- 2005 — Зови меня Джинн
- 2007 — Антидурь — пилот самолёта
- 2009 — Тропа смерти 2: Искупление
- 2023 — Фишер — ди-джей на радио (озвучивание)